# Trichosanthes burmensis
Trichosanthes burmensis är en gurkväxtart som beskrevs av Balsi Chand Kundu. Trichosanthes burmensis ingår i släktet Trichosanthes och familjen gurkväxter. Inga underarter finns listade i Catalogue of Life.